# Saneamento Ambiental (revista)
Saneamento ambiental é uma publicação especializada nas áreas de controle ambiental, saneamento básico, saneamento ambiental, meio ambiente, poluição, tratamento de resíduos.
Visa o público técnico de controle ambiental das indústrias dos setores de petroquímica, química, mineração, siderurgia, açúcar e álcool, papel e celulose, ferroligas, fertilizantes, plásticos, construção, engenharia e projeto. É publicada e comercializada pela Signus Editora Ltda.
A revista Saneamento ambiental é indexada pela Rede Virtual de Bibliotecas (RVBI).